# Fox Networks Group
 (septembre 2021).
Fox Networks Group (anciennement Fox International Channels) était une filiale de 21st Century Fox pour la télévision internationale. Elle a produit et distribué 300 chaînes de divertissement, de sport et de cinéma dans 45 langues en Amérique latine, en Europe, en Asie et en Afrique, en utilisant plusieurs marques, dont Fox, Star India, Fox Sports, Fox Life, Fox Crime, FX, National Geographic Channel, Fox Movies Premium, Star Movies, Baby TV, DuckTV, Star Plus et STAR Gold. Ces marques atteignent environ 1,725 milliard de ménages à travers le monde. Le groupe possède aussi Fox Play et Nat Geo Play dans différents pays.
En raison de l'offre d'achat par Disney et des règles sur les monopoles aux États-Unis, le réseau américain a été découpé pour éviter que Disney ne possède deux réseaux, la Fox Broadcasting Company devenant une société indépendante et détenteur de la marque historique Fox. Les activités internationales de Fox Networks Group ont été absorbées par les filiales de The Walt Disney Company, et la marque Fox a été progressivement abandonnée de 2021 à 2024 et principalement remplacée par Star, qui était initialement une marque asiatique de Fox.

## Histoire

Ancien logo FIC utilisé de 2010 à 2012.

Le 5 octobre 2010, Disney renouvelle son contrat de distribution de films en Asie sur les chaînes du groupe Fox International Channels. Le 21 octobre 2013, Fox International Channels achète plusieurs séries à Disney pour ses chaînes payantes asiatiques dont Marvel : Les Agents du SHIELD et Once Upon a Time in Wonderland.

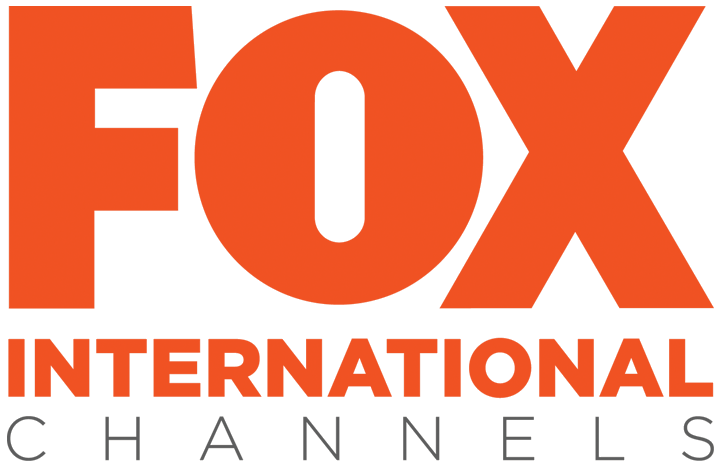
Ancien logo FIC utilisé de 2012 à 2016.

En décembre 2014, Fox Television Studios et Fox 21 Television Studios fusionnent car les deux studios ont la même cible, la production pour la télévision câblée.
En janvier 2016, Fox Networks Group a été annoncée une nouvelle organisation en trois divisions : Fox Networks Group Europe, Fox Networks Group Amérique latine et Fox Networks Group Asia. À la suite de cette réorganisation, la marque Fox International Channels est supprimée.
Le 9 août 2017, FX Networks annonce le lancement d'un service de vidéo à la demande payant et sans publicité baptisé FX+ avec le contenu de FX et FXX disponible à partir du 5 septembre aux abonnés de Xfinity de Comcast.
Le 23 novembre 2017, la WWE indique être en discussion avec Disney, Fox et d'autres réseaux pour diffuser plus de programmes à l'approche de la fin de son contrat avec NBCUniversal prévu en septembre 2019.
Le 17 avril 2019, à la suite de son acquisition de la Fox, Disney lance une seconde campagne de licenciement, après la distribution en mars c'est au tour du service des publicités de Fox Networks Group,. Le 12 juillet 2019, Disney annonce la fermeture du service FX+ diffusant le contenu de FX et FXX et son transfert sur le service Hulu à compter du 20 août 2019, quelques mois avant le lancement du service Disney+, prévu en novembre,.
Le 7 août 2019, lors d'une présentation à la presse, FX Networks désormais filiale de Disney annonce l'augmentation de ses programmes originaux tout en gardant sa ligne éditoriale.

## Actifs
- Fox Television Stations, également connu sous le nom de Fox Television Stations Group
  - MyNetworkTV
  - Movies! (50%)

### Groupe Fox Television
- Fox Broadcasting Company[11]
- 20th Century Fox Television
  - Fox 21 Television Studios
  - 20th Television[12]
    - Lincolnwood Drive, Inc.[13]

  - Fox Television Animation

### Groupe Fox Networks
- FX Networks[14]
  - FX
  - FXX
  - FXM
  - FX Productions
- Baby TV
- Fox Digital Media
- Fox News Channel
- Fox Business Network

### Groupe Média Fox Sports
- Fox Sports Networks
  - Arizona
  - Detroit
  - Florida/Sun
  - Midwest
  - North
  - Ohio/SportsTime Ohio
  - South / Fox Sports Southeast
  - Southwest
  - West/Prime Ticket
  - Wisconsin
  - YES Network (participation de 80 %)[15]
- Fox Soccer Plus
- Fox College Sports
- Fox Deportes
- Big Ten Network (en coentreprise avec Big Ten Conference)
- Fox Sports 1
- Fox Sports 2

### Chaîne National Geographic
- National Geographic Channel (US) (67%)
- National Geographic Channel (International) (50%)
- Nat Geo Wild

## International

### Fox Networks Group Europe

#### France
- National Geographic (HD)
- National Geographic Wild (HD)
- Baby TV

Anciennes chaines :
- Fox Life
- Nat Geo Music
- Voyage
- FOX Play

#### Portugal
- Fox (HD)
- Fox Life (HD)
- Fox Crime (HD)
- Fox Comedy (HD) (anciennement FX)
- Fox Movies (HD)
- National Geographic (HD)
- Baby TV
- 24 Kitchen (HD)
- FOX Play : service à la demande (inclus dans les offres de NOS et Vodafone TV) de 2015 à 2020,
- FOX+ : service à la demande (en option additionnelle sur NOS, Vodafone et NOWO) de novembre 2017[16],[17] au 30 septembre 2022.

Anciennes chaînes :
- Nat Geo Music

Une version européenne de Nat Geo Wild est diffusée, le Portugal n'ayant pas sa version propre de cette chaîne. Ses programmes sont diffusés en V.O. avec des sous-titres en portugais.

#### Espagne
- Fox (HD)
- Fox Life (HD)

Anciennes chaînes :
- Fox +2

Mêmes programmes que Fox, mais avec 2 heures de décalage.